# Медведь и кукла
«Медведь и кукла» (фр. L'ours et la poupee) — кинофильм, комедия режиссёра Мишеля Девиля.

## Сюжет
Виолончелист Гаспар после развода живёт вместе с сыном и временно оставленными на его попечение тремя племянницами за городом. Как-то раз его старенький Citroën случайно врезался в Rolls-Royce взбалмошной красотки Фелисии, которую возмутила совсем не авария, а отсутствие интереса к ней со стороны музыканта.
Красавице пришлось немало постараться, чтобы на неё обратили внимание. Ей даже пришлось взять на себя роль мужчины и начать «ухаживать» за Гаспаром. После серии размолвок и скандалов два таких разных человека наконец находят то, за что можно полюбить друг друга.

## В ролях
- Брижит Бардо — Фелисия
- Жан-Пьер Кассель — Гаспар
- Даниэль Чеккальди — Иван
- Жорж Клесс — Стефан
- Патрик Жиль — Титус
- Ксавье Желен — Рейнальд
- Жюльен Вердье — Табар